# Экувеми
Экувеми — ликийский правитель V века до н. э.
Имя Экувеми приведено на обнаруженном в Ксанфе керамическом осколке, что указывает, по замечанию А. Кина, на связь с этим городом. Также о нём известно из обнаруженного нумизматического материала, в котором упоминается и Купрлли. По предположению Д. А. Баранова, Экувеми чеканил собственные монеты в период правления Купрлли, от которого, вероятно, находился в политической зависимости. По мнению исследователя, исходящего из содержания эпиграфических надписей, возможно, Экувеми имел какое-то отношение к роду деда Мавсола Гисселдома (Салоса), связанного с ликийским городом Кадиандой.